# Kalochóri (Thessalonique)
Kalochóri, en grec moderne : Καλοχώρι, est un village du dème de Délta, district régional de Thessalonique, en Macédoine-Centrale, Grèce.
Selon le recensement de 2011, la population du village compte 4 672 habitants.
La lagune de Kalochóri est intégrée au parc national de l'Axiós-Loudías-Aliákmonas.